# Odette Lapierre
Odette Lapierre, född 28 januari 1955, är en friidrottare från Kanada. Hon deltog vid olympiska sommarspelen 1988 och olympiska sommarspelen 1992.